# Johann von Werth
Johann von Werth (Büttgen, 1595 – Benátky nad Jizerou, 12 settembre 1652) è stato un generale tedesco di cavalleria.

## Biografia
Nato nel Büttgen, oggi appartenente a Kaarst nel ducato di Jülich, da una famiglia della piccola nobiltà locale, giovanissimo lasciò casa per seguire la carriera militare al servizio della Spagna. Nel 1622, durante l'assedio di Jülich, si guadagnò i galloni di tenente. Divenne poi colonnello di cavalleria nell'esercito bavarese nel 1630. In tale posizione divenne subito noto come un comandante rapido e terribile nelle sue leggendarie incursioni di cavalleria. Combatté con onore a Nördlingen (1634), dopo di che l'imperatore gli concesse titoli e ricompense.
Nel 1635 e 1636 le sue incursioni si spostarono in Lorena, nel Lussemburgo ed infine nella Francia del Nord-Est. Ancora oggi sono ricordate le sue gesta in quella terribile campagna di Francia e fanno parte delle canzoni popolari usate dalle donne di una certa età per spaventare i loro nipoti più discoli, prospettando loro la venuta del sanguinario Giovanni de Werth.
Nel 1638 sconfisse le truppe del Weimar vicino a Rheinfelden, ma subito dopo fu fatto prigioniero. Le sue speranze di essere scambiato con il maresciallo di campo svedese Horn andarono presto deluse, dato che venne consegnato prigioniero ai francesi e portato a Parigi, per la soddisfazione di tutta la popolazione, che finalmente aveva la possibilità di vedere il diavolo in gabbia.
Quando finalmente viene liberato nel 1642 ritorna sul campo come generale di cavalleria nell'armata imperiale. Nel 1643 agli ordini di Mercy contribuirà notevolmente alla vittoria di Tuttlingen, successivamente avrà parte attiva anche nella battaglia di Friburgo. Presente il giorno della seconda battaglia di Nördlingen, Werth ebbe in quell'occasione il comando dell'esercito e fu nominato maresciallo di campo a seguito della morte in battaglia del maresciallo Mercy, ma fu presto sostituito nel comando dal generale Geleen. Nonostante Johann von Werth, fosse estremamente deluso, rimase comunque fedele alla sua fazione. Nel 1647 ebbe pesanti screzi con l'Elettore bavarese, Massimiliano I a seguito dei quali fu costretto alla fuga, trovando rifugio in Austria. L'imperatore che provava per lui sincera e devota ammirazione, ordinò all'Elettore che perdonasse il focoso generale. Dopo un'ultima campagna nel 1648, Werth chiuse la sua attività militare e morì il 12 settembre 1652 nel suo castello nel Benátky nad Jizerou vicino a Königgrätz.